# Frequency Unknown
| Оценки критиков           | Оценки критиков     |
| Источник                  | Оценка              |
| ------------------------- | ------------------- |
| Allmusic                  | [ 4 ]               |
| Billboard                 | (negative reaction) |
| KNAC                      | [ 6 ]               |
| Music Enthusiast Magazine | (positive reaction) |
| Pitriff                   | 39/100              |
| Sputnikmusic              | [ 9 ]               |
| Ultimate Guitar Archive   | 5.7/10              |

Frequency Unknown — альбом, выпущенный временной группой Queensrÿche при участии Джеффа Тейта. Выпущен как тринадцатый студийный альбом под именем Queensrÿche, в то время как не было урегулирования или нового решения суда о том, имеет ли право Тейт и другие участники использовать имя Queensrÿche. Альбом был выпущен лейблом Cleopatra Records 23 апреля 2013 года в формате CD, цифровой загрузки и виниловой пластинки в Соединённых Штатах, и 21 мая 2013 года в формате аудиокассеты, где отсутствуют бонус-треки, и 3 июня в Великобритании.
Альбом был написан в соавторстве с Джейсоном Слэйтером, который также является продюсером альбомов Operation: Mindcrime II (2006), American Soldier (2009) и Dedicated to Chaos (2011).
28 апреля 2014 стало известно, что Джефф Тейт потерял права на использование имени Queensrÿche. После урегулирования стало известно, что Тейт переименовал свою версию Queensrÿche в Operation: Mindcrime.

## Список композиций

### Оригинальное издание (2013)
| №                   | Название                                                                             | Автор(ы)                       | Длительность |
| ------------------- | ------------------------------------------------------------------------------------ | ------------------------------ | ------------ |
| 1.                  | «Cold»                                                                               | Лукас Росси, Джефф Тейт        | 3:39         |
| 2.                  | «Dare»                                                                               | Джейсон Слэйтер, Тейт          | 3:38         |
| 3.                  | «Give It to You»                                                                     | Крис Кокс, Слэйтер, Тейт       | 4:35         |
| 4.                  | «Slave»                                                                              | Слэйтер, Тейт                  | 3:54         |
| 5.                  | «In the Hands of God»                                                                | Росси, Тейт                    | 3:49         |
| 6.                  | «Running Backwards»                                                                  | Мартин Иригойен, Слэйтер, Тейт | 3:28         |
| 7.                  | «Life Without You»                                                                   | Слэйтер, Тейт                  | 4:42         |
| 8.                  | «Everything»                                                                         | Иригойен, Слэйтер, Тейт        | 4:28         |
| 9.                  | «Fallen»                                                                             | Слэйтер, Тейт                  | 4:18         |
| 10.                 | «The Weight of the World»                                                            | Рэнди Гейн, Слэйтер, Тейт      | 6:15         |
| 11.                 | «I Don't Believe in Love» (2013 version, originally from Operation: Mindcrime, 1988) | Крис ДеГармо, Тейт             | 4:32         |
| 12.                 | «Empire» (2013 version, originally from Empire, 1990)                                | Тейт, Майкл Уилтон             | 5:24         |
| 13.                 | «Jet City Woman» (2013 version, originally from Empire, 1990)                        | ДеГармо, Тейт                  | 5:33         |
| 14.                 | «Silent Lucidity» (2013 version, originally from Empire, 1990)                       | ДеГармо                        | 5:41         |
| Общая длительность: | Общая длительность:                                                                  | Общая длительность:            | 1:03:57      |

### Делюкс-издание (2014)
В 2014 году лейбл Cleopatra Records выпустил подарочное издание альбома, которое включает оригинальный альбом плюс первые 10 треков, ремиксованных Билли Шервудом.

## Участники записи
Queensrÿche при участии Джеффа Тейта
- Джефф Тейт — вокал (на всех песнях)
- Келли Грэй — гитара
- Роберт Сарзо — гитара (трек 3)
- Руди Сарзо — бас-гитара (треки 1, 5 и 9)
- Саймон Райт — ударные (треки 1 и 5)
- Рэнди Гейн — клавиши (треки 1, 5–6 и 8–10), бас (трек 10), оркестровка (трек 14), сообщение автоответчика (трек 12)

Дополнительные музыканты
- Крейг Лочисер — ритм-гитара (треки 1–10)
- Джейсон Слэйтер — бас (треки 2–4 и 6–8), клавиши (треки 7–8)
- Мартин Иригойен — гитара, бас и ударные (треки 11–14)
- Пол Бостаф — ударные (треки 6–9)
- Эван Ботиста — ударные (треки 2–4 и 10)

Гости на альбоме
- Келли Грэй — соло-гитара (трек 1)
- Джейсон Слэйтер — терменвокс-соло (трек 2)
- Джон Левин — соло-гитара (трек 3)
- Крис Каннелла — соло-гитара (трек 4)
- Тай Табор — соло-гитара (треки 5 и 8)
- К.К. Даунинг — соло-гитара (трек 6)
- Брэд Гиллис — соло-гитара (трек 7)
- Дэйв Меникетти — соло-гитара (трек 9)
- Крис Поланд — соло-гитара (трек 10)
- Нина Нуар — бэк-вокал (трек 13), слова (трек 14)
- Эмили Тейт — бэк-вокал (трек 14)
- Миранда Тейт — бэк-вокал (трек 14)

## Позиции в чартах
| Год  | Чарт          | Позиция |
| ---- | ------------- | ------- |
| 2013 | Billboard 200 | 82      |